# Jordan de Souza
Jordan de Souza (geboren 1988 in Toronto) ist ein kanadischer Dirigent. Seit 2017 ist er 1. Kapellmeister an der Komischen Oper Berlin.

## Leben und Werk
Jordan de Souza ist indisch-kanadischer Abstammung. Er studierte an der McGill University in Montreal. Seinen Bachelor absolvierte er im Fach Orgel, den Master im Fach Dirigieren. Danach fand er rasch Engagements. 2015 wurde er von der CBC unter den Top 30 Classical Musicians Under 30 gelistet. Er war Resident Artist des Banff Centre for the Arts in Alberta und des Franz-Schubert-Instituts in Baden bei Wien. Seit 2015 ist er Conductor in Residence der Tapestry Opera in Toronto, einer der führenden nordamerikanischen Kompanien für zeitgenössische Oper, und dirigiert dort alljährlich im Mai eine Uraufführung, fallweise in Zusammenarbeit mit der Scottish Opera:
- 2015: M'dea Undone von Sophokles und John Harris, Libretto von Marjorie Chan
- 2016: Rocking Horse Winner von D.H. Lawrence und Gareth Williams, Libretto von Anna Chatterton
- 2017: The Enslavement and Liberation of Oksana G. von Colleen Murphy und Aaron Gervais

Weitere Engagements führten ihn an die Houston Grand Opera, die Opéra de Montréal, die Canadian Opera Company, zum National Ballet of Canada in Toronto und nach Italien. Seit 2016 ist er alljährlich bei den Bregenzer Festspielen verpflichtet, 2016 für Bastien und Bastienne, 2017 und 2018 jeweils für die August-Serie der Carmen als Spiel am See. In der Spielzeit 2016/17 wurde er als Studienleiter an die Komischen Oper Berlin verpflichtet und begann Ende Dezember 2016 auch Dirigate zu übernehmen, von Rossinis Il barbiere di Siviglia, von Tschaikowskis Yevgeny Onegin und Mozarts Don Giovanni. Seit Beginn der Spielzeit 2017/18 fungiert er als Kapellmeister der Komischen Oper. Er dirigierte die erste Premiere dieser Saison, Pelléas et Mélisande von Claude Debussy, inszeniert vom Intendanten des Hauses, Barrie Kosky.
Der Künstler ist auch im Konzertsaal präsent. Bereits im Alter von 25 Jahren dirigierte er Bachs kompletten Oratorien-Zyklus (Matthäus-Passion, Johannes-Passion, h-Moll-Messe, Weihnachtsoratorium). Er dirigierte Verdis Messa da Requiem mit dem Ottawa Symphony Orchestra und Händels Messias mit Symphony Nova Scotia. Jordan de Souza tritt auch als Organist, Pianist und Cembalist auf.
Ab der Spielzeit 2025/2026 wird de Souza neuer Generalmusikdirektor am Theater Dortmund.